# Stig Gustafsson (politiker)
Stig Gustafsson, född 28 mars 1931, är en svensk jurist och tidigare riksdagsledamot för Socialdemokraterna. Han var verksam som ordinarie ledamot i Sveriges riksdag mellan 1986 och 1988, samt som ersättare vid flera tillfällen under 1970- och 1980-talen.

## Biografi
Stig Gustafsson är son till lantbrukaren Gunnar Gustafsson och Signe Andersson.
Gustafsson avlade juris kandidatexamen vid Uppsala universitet 1959 och tjänstgjorde som tingsnotarie 1960–1961. Han började sin karriär som jurist vid Landsorganisationen (LO) 1961–1966 och blev senare chefsjurist vid Tjänstemännens Centralorganisation (TCO) 1967.

### Politisk karriär
Gustafsson hade flera roller i riksdagen, bland annat som ledamot i lagutskottet mellan 1982 och 1991. Han var även suppleant i konstitutionsutskottet, utrikesutskottet och socialförsäkringsutskottet. Han var dessutom ledamot och suppleant i en rad andra organ, inklusive Riksbankens jubileumsfond, Europarådets svenska delegation och EFTA-delegationen.

### Förenings- och näringslivsuppdrag'
Gustafsson var ordförande för Svenska jurister mot kärnvapen och från 1988 president för International Association of Lawyers Against Nuclear Arms. Han satt även i styrelsen för Internationella juristkommissionens svenska avdelning och var expert vid flera internationella konferenser, bland annat ILO-konferensen i Genève mellan 1963 och 1975.

### Statliga uppdrag
Gustafsson innehade flera statliga uppdrag, inklusive ledamotskap i Brottsförebyggande rådet (BRÅ), Bostadsdomstolen och Datainspektionen. Han var även ordförande för Statens mät- och provråd mellan 1983 och 1989 samt medlem i flera statliga utredningar om arbetsrätt, miljöskydd och arbetsmiljö.

### Medverkan i LAS-utredningen
Stig Gustafsson var en av de sakkunniga i den statliga utredningen SOU 1973:7 "Trygghet i anställningen", som låg till grund för införandet av Lagen om anställningsskydd (LAS) 1974. Utredningen syftade till att stärka anställningstryggheten och utvidga Arbetsdomstolens behörighet. Gustafsson reserverade sig mot vissa delar av utredningens betänkande, vilket visar att han hade avvikande uppfattningar i några av frågorna relaterade till anställningsskyddet.

## Publikationer
Stig Gustafsson har publicerat flera verk inom arbetsrätt och straffrätt, inklusive "Hemmets juridik" (1965), "Juridik till vardags" (1971), "MBL i arbetsdomstolen" (1979), samt "Facket och kampen mot den ekonomiska brottsligheten" (1986, tillsammans med L.G.W. Persson).